# Armando Marques
Armando Nunes Castanheira da Rosa Marques (Rio de Janeiro, 6 de fevereiro de 1930 — Rio de Janeiro, 16 de julho de 2014) foi um árbitro de futebol brasileiro.

## Carreira

### Histórico
Marques apitou várias decisões do Campeonato Brasileiro: a primeira partida das finais de 1962, as duas partidas das finais de 1963 e 1964, a segunda partida das finais de 1965 e 1966, o jogo-desempate das finais de 1967 (Taça Brasil), o jogo decisivo de 1969 e as decisões de 1971 e 1974.
Além disso, apitou as finais dos Campeonatos Cariocas de 1962, 1965, 1968, 1969 e 1976, dos Campeonatos Paulistas de 1967, 1971 e 1973, e do Campeonato Mineiro de 1967.
Marques também arbitrou dois jogos em Copa do Mundo: um em 1966 (Alemanha Ocidental 2–1 Espanha, em 20 de julho) e outro em 1974 (Iugoslávia 0–2 Alemanha Ocidental, em 26 de junho de 1974). Além dessas partidas, foi o primeiro assistente em duas partidas pela Copa de 1974 (Alemanha Oriental 1–0 Alemanha Ocidental, em 22 de junho, e Polônia 2–1 Iugoslávia, em 30 de junho) e o segundo assistente em uma partida pela Copa de 1966 (Uruguai 2–1 França, em 20 de julho) e em outra pela Copa de 1974 (Itália 3–1 Haiti, em 15 de junho).

### Erros
Considerado um dos melhores árbitros do futebol brasileiro enquanto esteve em atividade, era amado e odiado pelos torcedores e jogadores, e ficou conhecido por erros históricos que cometeu.
Anulou um gol de Leivinha, do Palmeiras, ao assinalar que foi com a mão, em jogo contra o São Paulo que decidiu o Campeonato Paulista de 1971. Entretanto, as imagens mostraram que o gol foi marcado com a cabeça. O São Paulo, que tinha a vantagem do empate, vencia por 1 a 0, resultado que se manteve até o fim e deu o título ao clube do Morumbi.
Em 26 de agosto de 1973, em outra final do Campeonato Paulista, encerrou a cobrança de pênaltis quando o Santos vencia por 2 a 0, mas ainda com possibilidade de empate por parte da Portuguesa, que ainda tinha duas cobranças por fazer. Seu erro causou a divisão do título do campeonato entre os dois clubes.
Outro erro histórico foi na final do Campeonato Brasileiro de 1974, entre Vasco da Gama e Cruzeiro, no Estádio do Maracanã. O time mineiro precisava de apenas um empate, mas o Vasco vencia a partida por 2 a 1, quando Armando Marques anulou um gol legítimo de Zé Carlos, do Cruzeiro. A partida terminou com o mesmo placar, e o Vasco sagrou-se campeão.

### Após a carreira
Ao encerrar a carreira no futebol, sua popularidade o levou a apresentar um programa de auditório na extinta TV Manchete (emissora da qual ele já também fora comentarista de arbitragem), em 1993. Havia um quadro em que ele contava e admitia alguns erros que cometera durante sua carreira.
De 1997 a 2005, comandou a Comissão Nacional de Arbitragem da CBF, continuando a causar polêmica e algumas suspeitas por conta de suas escolhas das arbitragens do Campeonato Brasileiro de Futebol.
Foi suspenso do comando da Comissão Nacional de Arbitragem da CBF em janeiro de 2002 após o árbitro paulista Alfredo Loebeling ter dito a Luiz Zveiter, presidente do Superior Tribunal de Justiça Desportiva que o dirigente o pressionou para alterar a súmula de um jogo da Série B do Nacional. Marques coagiu o árbitro Alfredo Loebeling a alterar a súmula de uma partida do Campeonato Brasileiro entre o Figueirense e o Caxias. A torcida catarinense invadiu o campo e obrigou o juiz a encerrar o jogo antes do tempo regulamentar. No relatório, porém, Loebeling disse que já havia finalizado quando o incidente ocorreu. Isto deu vantagem ao Figueirense, que subiu da Série B para a Séria A com a vitória.
Deixou a presidência da Comissão Nacional de Arbitragem devido ao escândalo de manipulação de resultados conhecido como Máfia do Apito. Edson Rezende, ex-árbitro e ex-delegado da Polícia Federal, assumiu de forma interina o cargo. Durante o escândalo, Edilson Pereira de Carvalho acusou Armando Marques de lhe pressionar para ajudar o Flamengo em um jogo contra o Juventude, em Caxias do Sul, pela Copa do Brasil de 2001. Edílson ainda acusaria Reinaldo Carneiro Bastos, vice-presidente da Federação Paulista de Futebol, e o próprio Armando Marques, de ter lhe pedido para que tentasse manipular outros resultados. Edilson citou cinco partidas: Flamengo x Juventude (2001), Nacional x Boca Juniors (Mercosul, 2001), Santos x São Caetano (2004), Corinthians x Portuguesa Santista (2005) e Mogi Mirim x Santos (2005).

### Morte
Marques morreu em 16 de julho de 2014, no Rio de Janeiro, por insuficiência renal.